# Васькина Гарь
Васькина Гарь — деревня в Кудымкарском районе Пермского края. Входила в состав Ленинского сельского поселения. Располагается на реке Горец южнее от города Кудымкара. Расстояние до районного центра составляет 29 км. По данным Всероссийской переписи населения 2010 года, в деревне проживало 6 человек (3 мужчины и 3 женщины).

## История
По данным на 1 июля 1963 года, в деревне проживало 88 человек. Населённый пункт входил в состав Ленинского сельсовета.